# 45500 Motegi
45500 Motegi este un asteroid din centura principală de asteroizi.

## Descriere
45500 Motegi este un asteroid din centura principală de asteroizi. A fost descoperit pe 27 ianuarie 2000 la Ōizumi de Takao Kobayashi. El prezintă o orbită caracterizată de o semiaxă mare de 3,11 ua, o excentricitate de 0,14 și o înclinație de 2,6° în raport cu ecliptica.